# Turvo (Paraná)
Turvo é um município brasileiro do estado do Paraná.

## História
Localizado na região central do Estado do Paraná o município de Turvo possui uma das maiores reservas nativas de Pinheiro do Paraná (Araucaria angustifolia). Criado através da Lei Estadual n°7.576 de 12 de maio de 1982, foi instalado oficialmente em 1 de fevereiro de 1983 sendo desmembrado de Guarapuava.

## Festas
- A festa de aniversário de emancipação municipal, é comemorada no dia 12 de Maio
- Festa da Padroeira Nossa Senhora Aparecida, todo dia 12 de outubro juntamente com o dia das crianças
- Olimpíada Rural, encontro da população em geral.

## Geografia
Possui uma área de 902,246 km² representando 0,2867 % do estado, 0,1014 % da região e 0,0067 % de todo o território brasileiro. Localiza-se a uma latitude 25º02'34" sul e a uma longitude 51º31'47" oeste, estando a uma altitude de 1040 m. Sua população estimada em 2005 era de 14.771 habitantes.

## Economia
Participação no PIB Municipal:
- Agropecuária: 17,93 %
- Indústria: 39,58 %
- Serviços: 42,49 %
- Produto Interno Bruto: US$ 31.521.456,40
- PIB per capita: US$ 2.243,84
- População Economicamente Ativa: 8.511 habitantes

Repasses: ICMS,IPVA, Fundo de Exportação e Royalties de Petróleo [em desenvolvimento]

### Principais Produtos Agropecuários
- Milho safra normal
- Soja
- Madeira em Tora
- Erva Mate

### Indústria Dominante
- Papel e papelão
- Madeira
- Construção civil

### Distribuição das Atividades Econômicas
(Número de estabelecimentos sujeitos ao recolhimento do ICMS, por setor) 
Indústria 38 0,18 
Comércio Varejista 99 0,10 
Comércio Atacadista 4 0,08 
Serviços 11 0,08

## Demografia

### População
População total: 13.838 (segundo dados do IBGE 2010)
- Urbana:   5.053
- Rural:    8.785
- Homens:   6.991
- Mulheres: 6.847

| Raças     |       |
| --------- | ----- |
| Branco    | 82,5% |
| Pardo     | 15,3% |
| Negro     | 1,3%  |
| Amarelo   | 0,6%  |
| Indígenas | 0,3%  |

Fonte :IBGE 2010

### IDH
Índice de Desenvolvimento Humano (IDH-M): 0,692
- IDH-M Renda: 0,582
- IDH-M Longevidade: 0,694
- IDH-M Educação: 0,801

## Localidades

### Comunidades
- Centro
- Linha Ibema: - Faxinal dos Vidal - Carriel - Cachoeira dos Mendes - Ibema - Vila Rural Nova Esperança - Faxinal da Boa Vista
- Rio Bonito: - Santinho I - Santinho II - São Jerônimo - Rio Pedrinho - Colônia Velha/Ivaí - Jaciaba
- Linha Saudades: - Saudade Santa Anita - Saudade Velha - Saudade Penha - Buriti - Porteirinha
- Vila Rural dos Pinheirais: - Parque Industrial Mercedes Barbosa
- Linha Lajeado: Bnh I - Bnh II - Arroio Fundo - Passo Grande
- Linha Pachecos: - Arroio Fundo Pupo
- Linha Cachoeira dos Turcos: - Dodge - Arroio Fundo Neumann/Grizi- Campina das Palmeiras - Curitibinha - Mapim
- Linha Marrecas

### Bairros e Vilas
- Centro
- Vila Jaime
- Jardim Alegre
- Jardim Vitória I
- Jardim Vitória II
- Jardim Filadélfia
- Bairro Bela Vista (BNH)
- Jardim Novo Horizonte (Chácaras)
- Loteamento Bettega (A. Bettega)
- Parque Industrial
- Vila Rural dos Pinheirais

## Hidrografia
- Rio Turvo - rio que corta o centro da cidade
- Rio Cachoeira
- Rio Marrecas
- Rio Ivaí

## Pontos turísticos

### Salto São Francisco
Faz divisa com os municípios de Guarapuava e Prudentópolis

### Saltos e Cachoeiras
Localizadas nos rios que cortam o município: Rio Turvo, Rio Cachoeira, Rio Marrecas

## Religião
- Igreja Católica Nossa Senhora Aparecida
- Igreja Presbiteriana do Brasil
- Igreja Evangélica Luterana do Brasil
- Igreja Adventista do Sétimo Dia
- Igreja Assembleia de Deus
- Igreja Presbiteriana Renovada
- Igreja Quadrangular
- Testemunhas de Jeová
- Ministério Chama Viva